# Reventador
Der Reventador (span. für „Platzer“) ist ein aktiver Schichtvulkan in den östlichen ecuadorianischen Anden und liegt schwer zugänglich im gleichnamigen Naturpark in der Provinz Sucumbíos.
Seit 1541 brach er regelmäßig aus. Am 3. November 2002 ereignete sich nach 26 Jahren Inaktivität eine plötzliche Eruption. Die umliegenden Dörfer mussten evakuiert werden und infolge des immensen Asche- und Staubausstoßes kam es zu erheblichen Behinderungen in dem Gebiet westlich des Berges. Große Mengen der Vulkanasche setzten sich auf ihrem Weg Richtung Westen im 100 km entfernten Quito ab und führten dort u. a. zur mehrtägigen Sperrung des Flughafens. Selbst auf den Galápagos-Inseln, die sich über 1000 km weiter westlich befinden, wurden noch Reste der Asche gefunden.

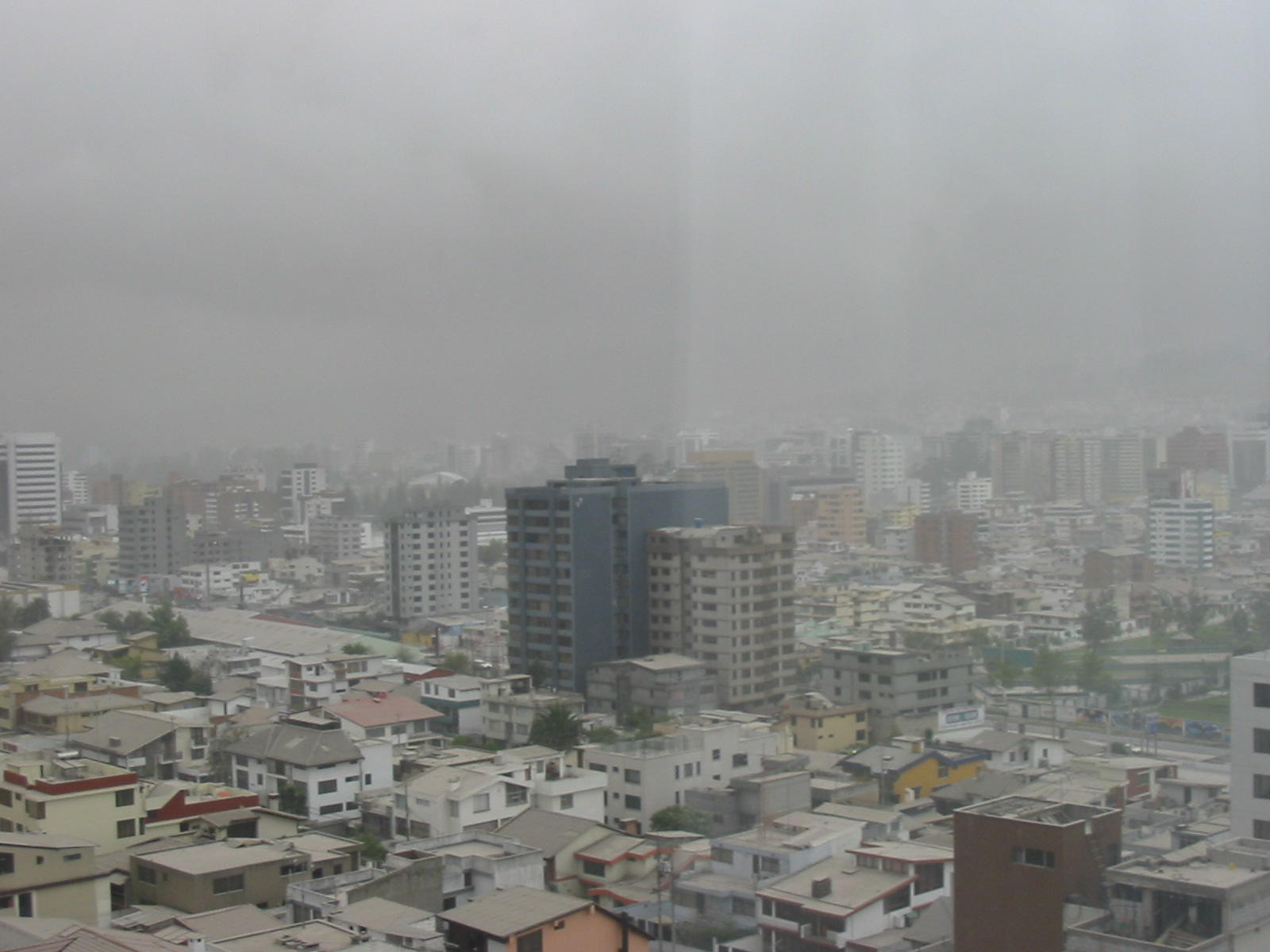
Sichtbehinderung in Quito
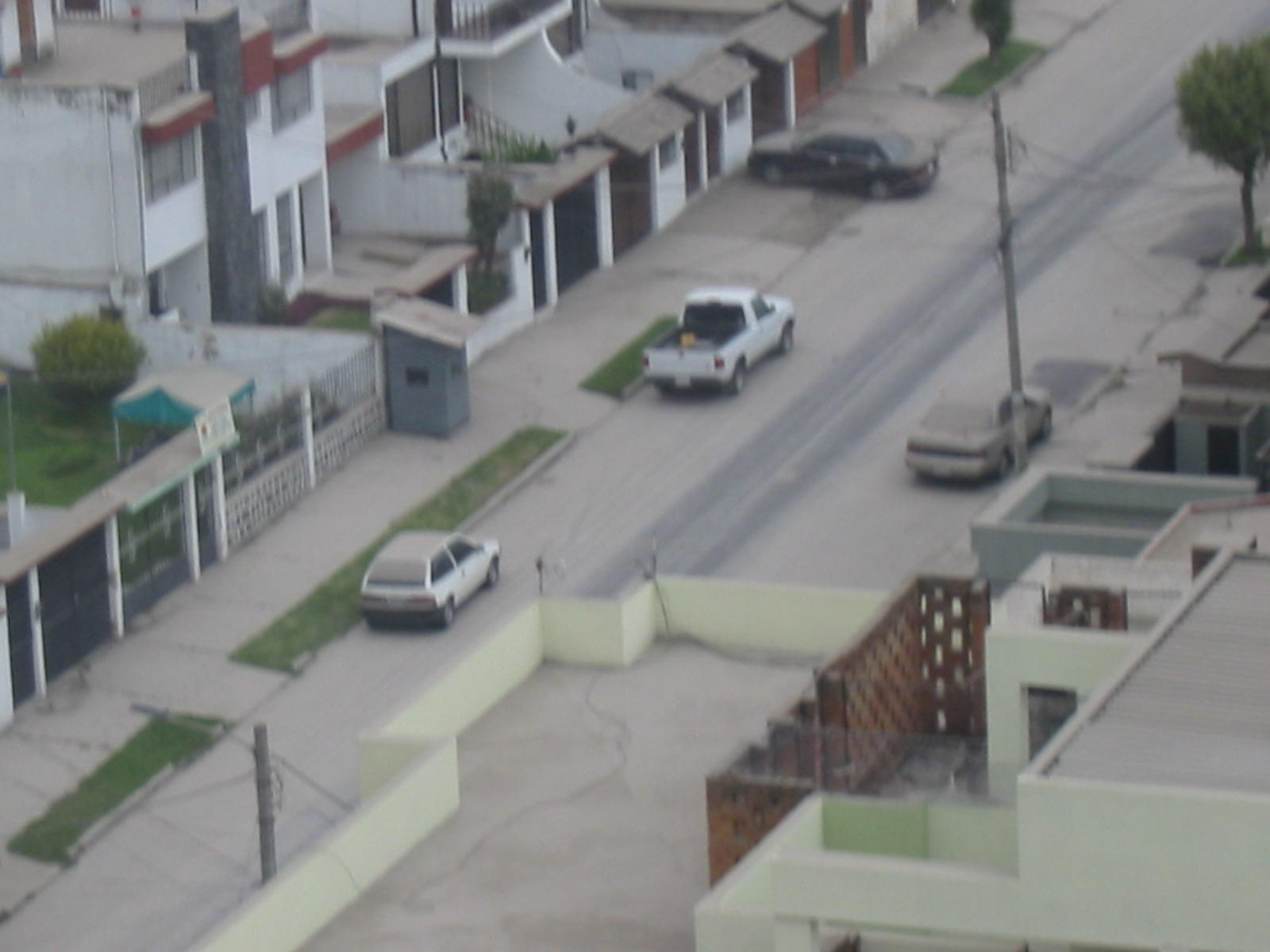
Ascheniederschlag in Quito
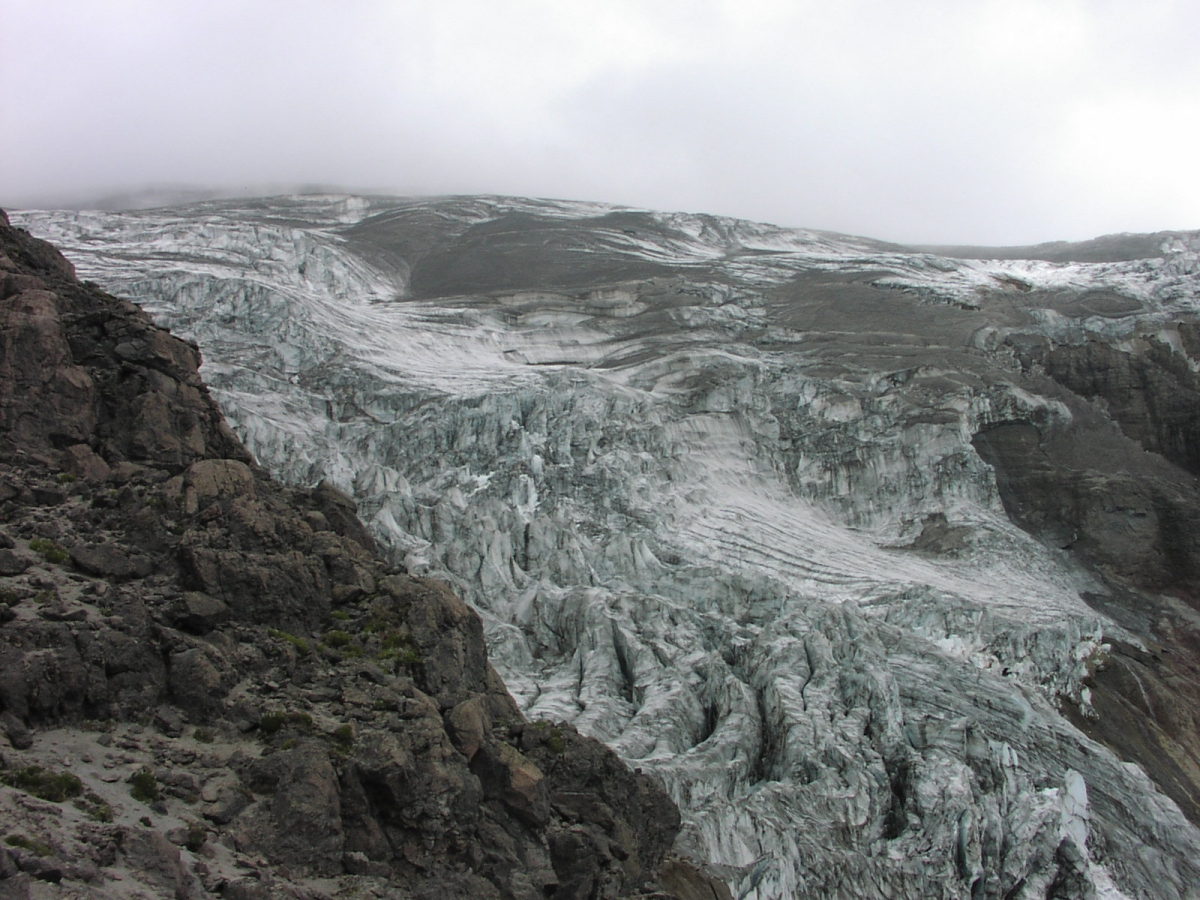
Asche auf dem Gletscher des Cayambe

Der Reventador gehört zusammen mit dem Sangay zu den daueraktiven Vulkanen im kontinentalen Ecuador und hat die höchste Warnstufe Orange.